# Asplenium argentinum
Asplenium argentinum là một loài dương xỉ trong họ Aspleniaceae. Loài này được Hieron. mô tả khoa học đầu tiên năm 1918.